# Тейшейра де Соуза, Энрике
Энрике Тейшейра де Соуза (порт. Henrique Teixeira de Sousa; 19 сентября 1919, Сан-Лоренсу, остров Фогу — 3 марта 2006) — кабо-вердианский врач и писатель.

## Биография
Энрике Тейшейра де Соуза получил высшее образование в 1945 году в Лиссабоне в области медицины, а в следующем году поступил в Институт тропической медицины в Порту. Впоследствии он специализировался в области диетологии и сначала отправился на Восточный Тимор, где работал врачом. Спустя год Тейшейра де Соуза обосновался на своём родном острове Фогу, где активно участвовал в организации простейших структур по поддержке общественного здравоохранения. Потом он трудился на острове Сан-Висенти, пока, незадолго до обретения архипелагом независимости от Португалии, не эмигрировал на материк, в португальский город Оэйраш, где и прожил до самой своей смерти в 2006 году.
Тейшейра де Соуза работал в жанре художественной литературы, писав, среди прочего, романы. Будучи учеником Освалду Алкантары, он был членом движения Claridoso, связанного с журналом Claridade. Тейшейра де Соуза сумел стать в один ряд с самыми известными литераторами в истории Кабо-Верде, наряду с такими авторами, как Мануэл Лопесш, Эужениу Тавареш и Жоржи Барбоза.
В одной из своих статей он подверг анализу социальную структуру Фогу, его родного острова, как и в своих романах и эссе, отметив наметившуюся в конце 1940-х годов озабоченность белых семей ростом количества смешанных браков.
В 1960-х годах Тейшейра де Соуза также занимал должность мэра города Минделу на острове Сан-Висенте.

## Признание
Его именем названа старшая школа (лицей) в городе Сан-Филипи на его родном острове.

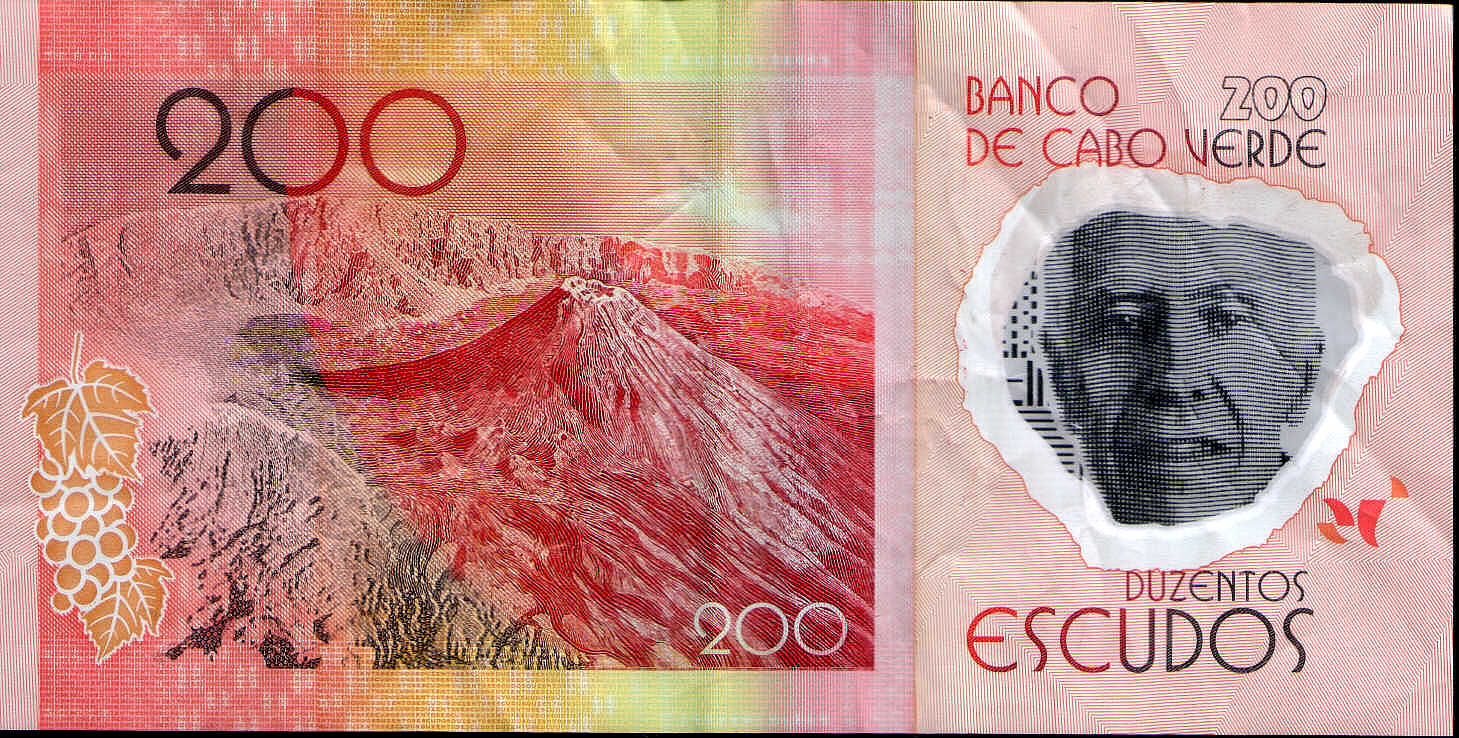
Оборотная сторона банкноты номиналом 200 эскудо Кабо-Верде

С 2014 года Тейшейра де Соуза изображается на банкноте номиналом 200 эскудо Кабо-Верде. Его лицо располагается на её обеих сторонах. Кроме того, на этой банкноте изображена большая часть карты его родного острова с виноградом в её верхней части, а на её обороте — Шан-даш-Калдейраш и вулкан Фогу, две достопримечательности его родного острова.

## Работы
- Homens de hoje (1944—1945), включена в сборник Certeza[англ.].
- Sobrados, lojas e funcos, опубликована в 1958 году, в пятом номере журнала Claridade.
- Contra Mar e Vento (1972), книга рассказов
- Ilhéu de Contenda (1978), первый роман из трилогии, экранизирован в 1996 году[7]
- Capitão de Mar e Terra (1984)
- Xaguate (1987), вторая часть трилогии
- Djunga (1990)
- Na Ribeira de Deus (1992), заключительная часть трилогии
- Entre duas Bandeiras (1994)
- Ó Mar de Túrbidas Vagas (2005)